# 中央アメリカ海溝

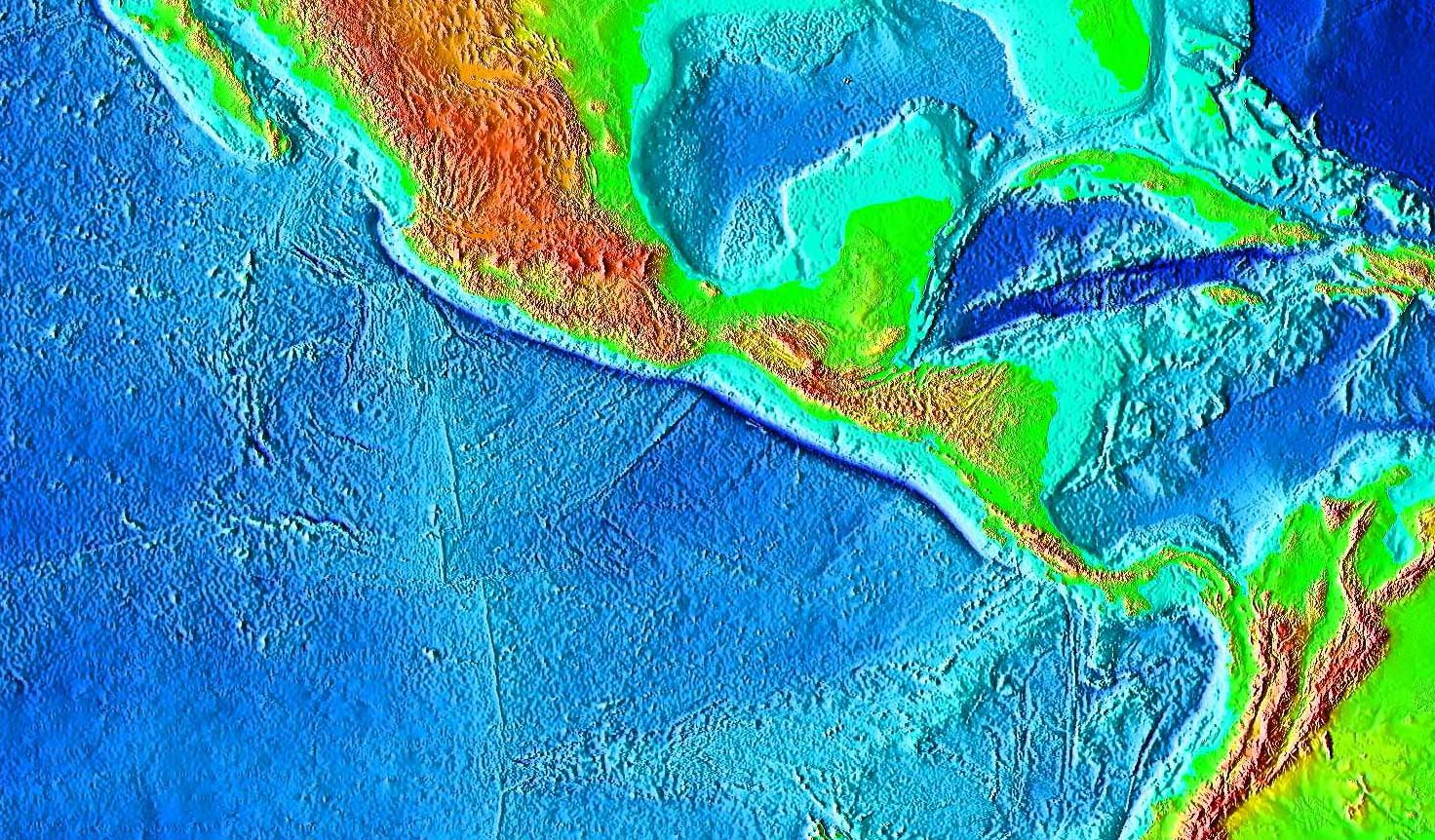
濃い青色が海溝

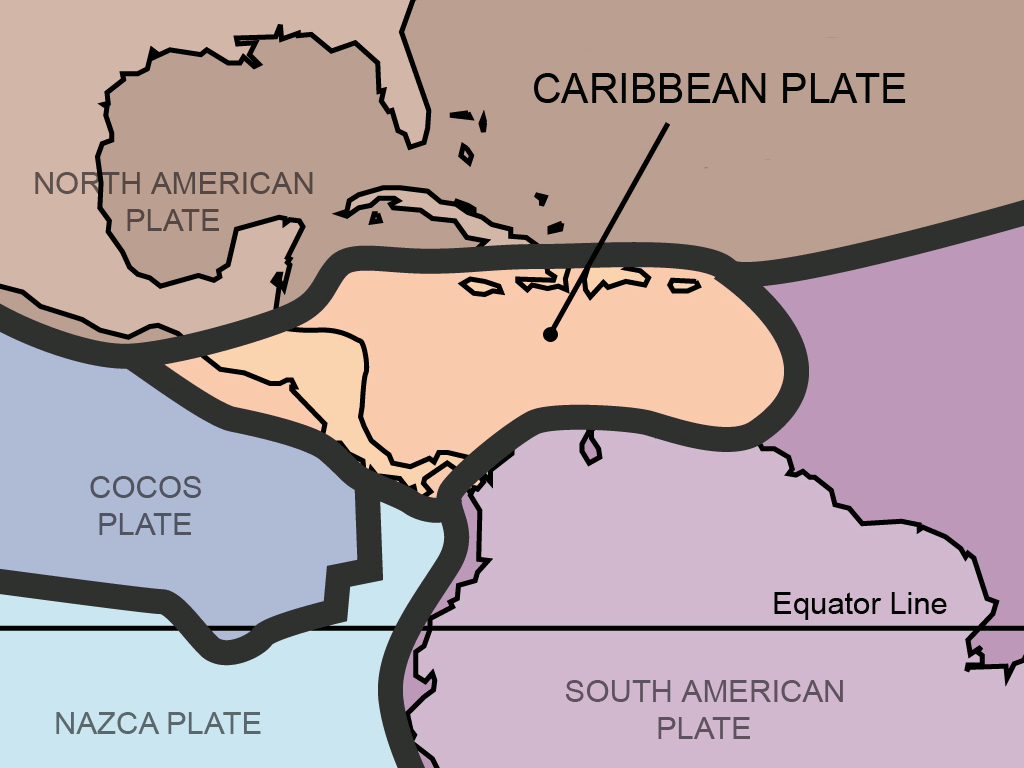
この海溝では太平洋プレート、ココスプレート、ナスカプレート、北アメリカプレート、カリブプレートが沈み込んでいる。

中央アメリカ海溝（ちゅうおうアメリカかいこう、Middle America Trench）とは東太平洋にある海溝で、メキシコからコスタリカにかけての中南米の南西沖にある沈み込み帯である。海溝の長さは2750キロメートル、深さは最深部で6,669メートル。世界で18番目に深い海溝である。
この海溝は太平洋プレート、リベラプレート、ココスプレート、ナスカプレートと北アメリカプレート、カリブプレートとの境界になっている。1985年のメキシコ地震をはじめ、しばしば大地震が発生している。
中央アメリカ海溝は北部と南部に分けられる。しかしながら境目は海側と陸側で違っている。海側の北部はアカプルコ海溝と呼ばれ、ハリスコ州からTehuantepec海嶺までである。海側の南部はグアテマラ海溝とよばれ、Tehuantepec海嶺からココス海嶺までである。
陸側ではPolochic-Motagua断層が境目になっている（Polochic-Motagua断層は北アメリカプレートとカリブプレートの境目でもある）。陸側の分岐点は海側の分岐点よりもおよそ400キロメートル東にある。